# Dustin McGowan
Dustin Michael McGowan (né le 24 mars 1982 à Savannah, Géorgie, États-Unis) est un lanceur droitier des Marlins de Miami de la Ligue majeure de baseball.

## Carrière

### Blue Jays de Toronto
Dustin McGowan est un choix de première ronde des Blue Jays de Toronto en 2000.
Il fait ses débuts dans les majeures à Toronto le 30 juillet 2005. Il ne reçoit pas de décision dans la défaite de 3-2 des Blue Jays mais il impressionne comme lanceur partant : en cinq manches lancées, il réussit six retraits sur des prises, ce qui constitue un record d'équipe pour un lanceur effectuant son premier départ en carrière. Le record tient jusqu'au 7 juillet 2009 alors qu'il est battu par les 7 retraits au bâton de Marc Rzepczynski.
Le 9 août, McGowan remporte sa première victoire dans les grandes ligues dans un gain de Toronto sur Detroit.
Le droitier fait quelques séjours à Toronto en 2005 et 2006, passant le reste de ces saisons en ligues mineures. Il est intégré à la rotation de lanceurs partants des Jays en 2007. Il remporte 12 victoires en 27 départs, totalise 144 retraits sur des prises et présente une moyenne de points mérités de 4,08.
McGowan est forcé à l'inactivité à la mi-saison 2008 après avoir ressenti des douleurs à l'épaule. Diverses blessures et opérations (la hanche, puis le genou et la coiffe du rotateur) le tiennent à l'écart du jeu en 2009 et 2010.
Même s'il n'a pas lancé dans les majeures depuis le 8 juillet 2008, les Blue Jays font signer à McGowan un nouveau contrat en décembre 2010. Il effectue un retour le 6 septembre 2011 et lance cinq parties en relève en fin de saison pour Toronto, subissant deux défaites.

### Dodgers de Los Angeles
Le 23 février 2015, McGowan signe un contrat d'un an avec les Dodgers de Los Angeles. Il est libéré le 1er avril suivant, avant le début de la saison.

### Phillies de Philadelphie
Le 4 avril 2015, McGowan signe un contrat d'un an avec les Phillies de Philadelphie. Il lance 14 matchs - un seul comme lanceur partant - pour les Phillies en 2015 mais est largement inefficace avec une moyenne de points mérités de 6,94 en 23 manches et un tiers lancées.

### Marlins de Miami
McGowan est mis sous contrat par les Marlins de Miami le 1er décembre 2015. Utilisé exclusivement en relève, il fait 55 visites au monticule en 2016 et remet une très bonne moyenne de points mérités de 2,82 en 67 manches lancées. 
Le 12 décembre 2016, il signe un nouveau contrat d'un an avec les Marlins.